# Distrikt Quichuas
Der Distrikt Quichuas liegt in der Provinz Tayacaja in der Region Huancavelica im Südwesten von Zentral-Peru. Der Distrikt wurde am 14. November 2014 aus Teilen des Distrikts Colcabamba gebildet. Der Distrikt Quichuas besitzt eine Fläche von 119 km². Beim Zensus 2017 wurden 4166 Einwohner gezählt. Sitz der Distriktverwaltung ist die etwa 2700 m hoch gelegene Ortschaft Quichuas mit 715 Einwohnern (Stand 2017). Quichuas befindet sich 13,5 km südöstlich der Provinzhauptstadt Pampas. 2 km nordwestlich von Quichuas befindet sich am Río Mantaro die Talsperre Tablachaca, von welcher ein Großteil des Flusswassers durch das Gebirge nach Osten umgeleitet wird.

## Geographische Lage
Der Distrikt Quichuas liegt in der peruanischen Zentralkordillere im Südosten der Provinz Tayacaja. Die Längsausdehnung in WNW-OSO-Richtung beträgt 23 km, die Breite liegt bei etwa 6 km. Der Distrikt erstreckt sich entlang dem linken Flussufer des nach Südosten strömenden Río Mantaro.
Der Distrikt Quichuas grenzt im Südwesten an den Distrikt Acoria (Provinz Huancavelica), im Osten an die Distrikte Pampas und Daniel Hernández, im Norden und im Nordosten an den Distrikt Colcabamba, im Osten an den Distrikt Chinchihuasi (Provinz Churcampa) sowie im Südosten an den Distrikt Cosme (ebenfalls in der Provinz Churcampa).

## Ortschaften
Im Distrikt gibt es neben dem Hauptort folgende größere Ortschaften:
- Colca (439 Einwohner)
- La Florida (236 Einwohner)
- San José
- Santa Rosa de Mallma (213 Einwohner)
- Violetas Accoyanca (262 Einwohner)